# Ред Булл Бразіл
ФРК «Ред Булл Бразіл» (порт. Red Bull Futebol e Entretenimento Ltda.) — бразильський футбольний клуб з Кампінаса, Сан-Паулу, заснований у 2007 році. Виступає в Серії D. Домашні матчі приймає на стадіоні «Естадіо Мойсес Лукареллі», потужністю 19 728 глядачів.

## Історія
У 2009 році команда виграла Campeonato Paulista Segunda Divisão, четвертий рівень професійного футбольного чемпіонату штату Сан-Паулу, у своєму другому сезоні. У 2010 році команда отримала наступне підвищення в класі після перемоги в Campeonato Paulista Série A3 сезону 2010 року. У 2010 році команда дійшла до фіналу Copa Paulista, кубкового турніру штату Сан-Паулу, в перший рік своєї участі в цьому змаганні. 
Сезон 2011 року виявився невдалим для «Ред Булл Бразил». Перший етап ліги команда завершила з показником 8-4-6 перемог-нічиїх-програшів, посівши п'яте місце і не дотягнувши до другого етапу на 4 очки до фінішної прямої. 2012 рік був набагато успішнішим для клубу. Вони посіли 3-тє місце в регулярному чемпіонаті Campeonato Paulista Série A2, але потім були вибиті у півфінальній стадії, посівши 3-тє місце у своїй групі.